# 弗雷姆里
弗雷姆里（法語：Frémery，法語發音：[fʁɛmʁi]）是法国摩泽尔省的一个市镇，属于萨尔堡-萨兰堡区。

## 地理
弗雷姆里（48°55'9"N, 6°28'25"E）面积4.39 平方千米，位于法国大東部大區摩泽尔省，该省份为法国东北部内陆省份，是洛林的一部分，西南接默尔特-摩泽尔省，东临下莱茵省，北与卢森堡和德国接壤。
与弗雷姆里接壤的市镇（或旧市镇、城区）包括：希库尔、阿诺库尔、吕西、奥龙、普雷沃库尔。
弗雷姆里的时区为UTC+01:00、UTC+02:00（夏令时）。

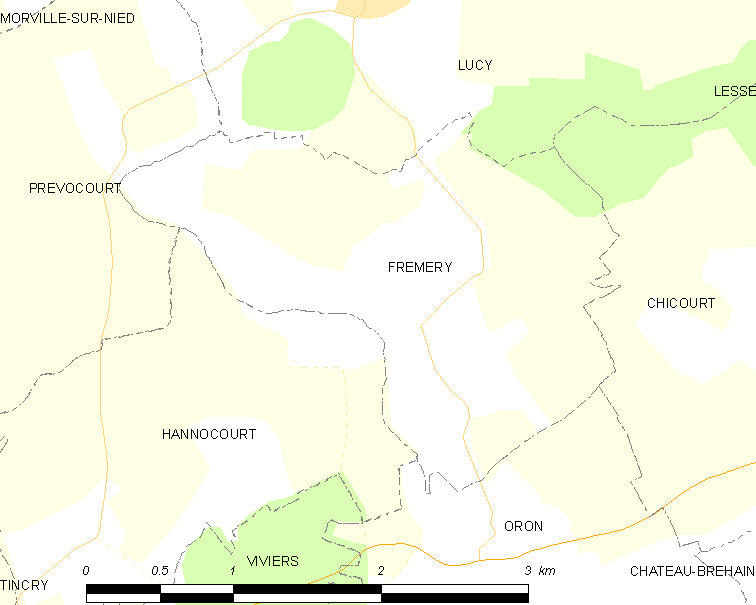
弗雷姆里的OSM定位图

## 行政
弗雷姆里的邮政编码为57590，INSEE市镇编码为57236。

## 政治
弗雷姆里所属的省级选区为索努瓦县。

## 人口

1962-2008年间弗雷姆里人口变化图示

弗雷姆里于2022年1月1日时的人口数量为88人。